# علوم فيزيائية

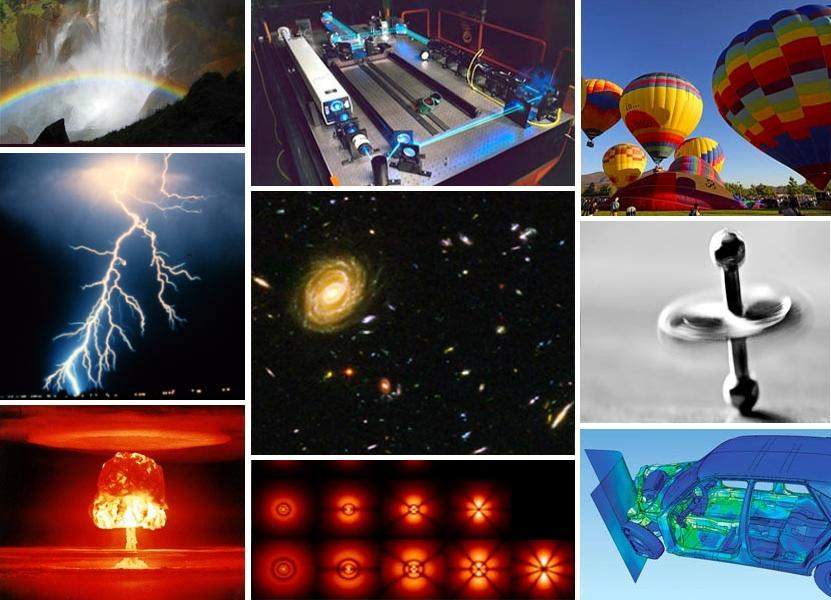

العلوم الفيزيائية مصطلح واسع يشمل الكثير من فروع العلوم الطبيعية وهي الفروع التي تدرس الأنظمة غير الحية، على عكس العلوم الحيوية البيولوجية. مع هذا فإن هذا المصطلح يخلق تمييزا غير مرغوب حيث أن العديد من فروع العلوم الفيزيائية تتداخل مع علم الأحياء لدراسة ظواهر حيوية.

## التعريف
يمكن تعريف العلوم الفيزيائية أنها منهجية تقوم ببناء وتنظيم المعرفة في شكل تفسيرات وتوقعات قابلة للاختبار حول الكون. حيث يمكن تقسيم العلوم الطبيعية إلى فرعين رئيسيين: علم الحياة (على سبيل المثال علم الأحياء) والعلوم الفيزيائية. كل من هذه الفروع، وجميع فروعها الفرعية، يشار إليها باسم العلوم الطبيعية.